# Раян О'Ніл
Раян О'Ніл (англ. Ryan O'Neal; 20 квітня 1941 — 8 грудня 2023) — американський актор.

## Біографія
Раян О'Ніл народився 20 квітня 1941 року в Лос-Анджелесі. Батько Чарльз О'Ніл — сценарист, мати Патриція — акторка. Старший брат Кевін О'Ніл. Бувши підлітком займався боксом, кілька разів вигравав чемпіонське звання в Лос-Анджелесі. Наприкінці 1950-х сім'я переїхала до Німеччини, там Раян навчався в американській школі в Мюнхені, яку закінчив у 1959 році.

## Кар'єра
Почав свою кар'єру як дублер і каскадер. З 1960 року почав зніматися на телебаченні як актор. Найвідоміші його ролі у таких серіалах, як «Імперія» (1962-63) і «Пейтон-Плейс» (1964-69). Мелодрама «Історія кохання» (1970) принесла О'Нілу величезну популярність і номінацію на премію «Оскар». Зіграв разом зі своєю десятирічною дочкою Татум О'Ніл у фільмі «Паперовий місяць» (1973) режисера Пітера Богдановича. Найбільш відома його роль у фільмі Стенлі Кубрика «Баррі Ліндон» (1975). Також знімався у фільмах «У чому справа, док?» (1972), «Злодій, який прийшов до обіду», (1973) «Торговці мареннями» (1976), «Водій» (1978), «Головна подія» (1979), «Зелений лід» (1981), «Партнери» (1982).

## Особисте життя
Першою дружиною Раяна О'Ніла 3 квітня 1963 року стала акторка Джоанна Мур, у 1967 році вони розлучилися. У них народилася дочка — Татум О'Ніл (1963) та син Гріффін (1964). Відразу після розлучення Раян одружився з акторкою Лі Тейлор-Янг. Від цього шлюбу у нього народився син Патрік. Шлюб з Лі Тейлор-Янг протривав до 1974 року. З 1980 по 1997 рік жив із Фаррою Фосетт у цивільному шлюбі. У них народився син Редмонд О'Ніл.

## Фільмографія
| Рік       |    | Українська назва              | Оригінальна назва                         | Роль                           |
| --------- | -- | ----------------------------- | ----------------------------------------- | ------------------------------ |
| 1960      | с  | Успіх Добі Гілліс             | The Many Loves of Dobie Gillis            | Герм                           |
| 1960      | с  | Недоторканні                  | The Untouchables                          | посильний                      |
| 1960      | с  | Театр «Дженерал Електрик»     | General Electric Theater                  | Арт Андерсон                   |
| 1961      | с  | Дюпон шоу з Джун Еллісон      | The DuPont Show with June Allyson         | кадет Вейд Фаррелл             |
| 1961      | с  | Самотній батько               | Bachelor Father                           | Марті Брейден                  |
| 1961      | с  | Ларамі                        | Laramie                                   | Джонні Джейкоб                 |
| 1961      | с  | Два обличчя Заходу            | Two Faces West                            |                                |
| 1961      | с  | Театр Вестінгауз              | Westinghouse Playhouse                    | Мік / Роджер / Ларрі           |
| 1961      | с  | Залиште це Біверу             | Leave It to Beaver                        | Том Гендерсон                  |
| 1962      | с  | Три моїх сина                 | My Three Sons                             | Чаг Вільямс                    |
| 1962—1963 | с  | Імперія                       | Empire                                    | Тал Гарретт                    |
| 1963      | с  | Вірджинець                    | The Virginian                             | Бен Андерс                     |
| 1964—1969 | с  | Пейтон-Плейс                  | Peyton Place                              | Родні Гаррінгтон               |
| 1964      | с  | Перрі Мейсон                  | Perry Mason                               | Джон Карью                     |
| 1964      | с  | Караван возів                 | Wagon Train                               | Пол Філліпс                    |
| 1968      | тф | Європейське око               | European Eye                              | Інгерсолл                      |
| 1969      | тф |                               | Under the Yum Yum Tree                    | Майк                           |
| 1969      | ф  | Велика крадіжка               | The Big Bounce                            | Джек Раян                      |
| 1970      | ф  | Ігри                          | The Games                                 | Скот Рейнольдс                 |
| 1970      | ф  | Історія кохання               | Love Story                                | Олівер                         |
| 1971      | тф | Любов ненавидить любов        | Love Hate Love                            | Расс Емері                     |
| 1971      | ф  | Дикі бродяги                  | Wild Rovers                               | Френк Пост                     |
| 1972      | ф  | У чому справа, Док?           | What's Up, Doc?                           | Говард Банністер               |
| 1973      | ф  | Злодій, який прийшов до обіду | The Thief Who Came to Dinner              | Вебстер МакГі                  |
| 1973      | ф  | Паперовий місяць              | Paper Moon                                | Мозес Прей                     |
| 1975      | ф  | Баррі Ліндон                  | Barry Lyndon                              | Баррі Ліндон                   |
| 1976      | ф  | Торговці мареннями            | Nickelodeon                               | Лео Гарріган                   |
| 1977      | ф  | Міст надто далеко             | A Bridge Too Far                          | бригадний генерал Джеймс Гевін |
| 1978      | ф  | Водій                         | The Driver                                | Водій                          |
| 1978      | ф  | Історія Олівера               | Oliver's Story                            | Олівер Барретт IV              |
| 1979      | ф  | Головна подія                 | The Main Event                            | Едді Скенлон                   |
| 1981      | ф  | Зелений лід                   | Green Ice                                 | Джозеф Файлі                   |
| 1981      | ф  | Коло двох                     | Circle of Two                             | людина у театрі                |
| 1981      | ф  | Так добре                     | So Fine                                   | Боббі Файн                     |
| 1982      | ф  | Партнери                      | Partners                                  | сержант Бенсон                 |
| 1984      | ф  | Непримиренні суперечності     | Irreconcilable Differences                | Альберт Бродські               |
| 1985      | ф  | Букмекерська лихоманка        | Fever Pitch                               | Стів Таггарт                   |
| 1987      | ф  | Круті хлопці не танцюють      | Tough Guys Don't Dance                    | Тім Мейден                     |
| 1988      | тф | Сем з'ясував: Потрійна гра    | Sam Found Out: A Triple Play              | Пімп                           |
| 1989      | тф | Малі жертви                   | Small Sacrifices                          | Лью Льюістон                   |
| 1989      | ф  | Шанси є                       | Chances Are                               | Філіп Трейн                    |
| 1991      | с  | Хороші спортивні змагання     | Good Sports                               | Боббі Таннен                   |
| 1992      | кф | 1775                          | 1775                                      | Джеремі Проктор                |
| 1992      | тф | Чоловік поверхом вище         | The Man Upstairs                          | Муні Поласкі                   |
| 1995      | с  | Шоу Ларрі Сандерса            | The Larry Sanders Show                    | Раян О'Ніл                     |
| 1995      | ф  | Хто в домі господар           | Man of the House                          | людина з Кайт                  |
| 1996      | ф  | Вірність                      | Faithful                                  | Джек Коннор                    |
| 1997      | ф  | Халтурники                    | Hacks                                     | доктор Еппелфілд               |
| 1997      | ф  | Палай Голлівуд, палай         | An Alan Smithee Film: Burn Hollywood Burn | Джеймс Едмундс                 |
| 1998      | ф  | Нульовий ефект                | Zero Effect                               | Грегорі Старк                  |
| 1999      | ф  | Скоро                         | Coming Soon                               | Дік                            |
| 2000      | ф  | Список                        | The List                                  | Річард Міллер                  |
| 2000—2001 | с  | Бик                           | Bull                                      | Роберт Робертс молодший        |
| 2001      | тф | Епоха                         | Epoch                                     | Аллен Лісандр                  |
| 2002      | ф  | Потрібні люди                 | People I Know                             | Кері Лаунер                    |
| 2003      | ф  | Бандит-джентльмен             | Gentleman B.                              | Філ, менеджер банку            |
| 2003      | ф  | Розшукуються в Малібу         | Malibu's Most Wanted                      | Білл Глукман                   |
| 2003      | с  | Сваха                         | Miss Match                                | Джеррі Фокс                    |
| 2005      | с  | Відчайдушні домогосподарки    | Desperate Housewives                      | Родні Скаво                    |
| 2007      | кф | Безплідна земля               | Waste Land                                | Гебріел                        |
| 2010      | с  | 90210: Нове покоління         | 90210                                     | Спенс Монтгомері               |
| 2012      | ф  |                               | Slumber Party Slaughter                   | Вільям О'Тул                   |
| 2015      | ф  | Лицар кубків                  | Knight of Cups                            |                                |
| 2006—2015 | с  | Кістки                        | Bones                                     | Макс Кінан / Тобі Култер       |